# Yankee Doodle Daffy
Yankee Doodle Daffy es un cortometraje animado de la serie Looney Tunes, dirigido por Friz Freleng y estrenado en 1943. La animación estuvo a cargo de Richard Bickenbach, Jack Bradbury, Gerry Chiniquy, Manuel Perez y Phil Monroe. Fue el segundo cortometraje de Looney Tunes en Technicolor protagonizado por Porky y el Pato Lucas (tras My Favorite Duck).
El título y música introductoria están inspirados en la película Yanqui Dandy (Yankee Doodle Dandy) de 1942. Aparte de estar basados en la industria del espectáculo, ninguno de los dos trabajos comparte elementos en común.

## Trama
Porky es el presidente de una empresa productora, y está a punto de irse a jugar golf. Sin embargo, antes de poder irse es interrumpido por el Pato Lucas, quien intenta convencerlo de que su joven representado (un pato llamado Sleepy LaGoon) tiene lo necesario para convertirse en una estrella. El resto del cortometraje muestra a Lucas hablando de las cosas que puede hacer su representado e interpretando diversas canciones, mientras Porky intenta escapar.
Cansado de la insistencia de Lucas, Porky acepta ver de qué es capaz el joven pato. Sleepy LaGoon, quien hasta ese momento había estado mirando lo sucedido y lamiendo una paleta de caramelo, comienza a cantar como barítono, pero al tratar de alcanzar notas más altas se pone a toser.

## Formato casero
Dado que el cortometraje se encuentra en el dominio público, ha sido incluido en numerosas colecciones de DVD y VHS.